# Amerykańska triada nuklearna

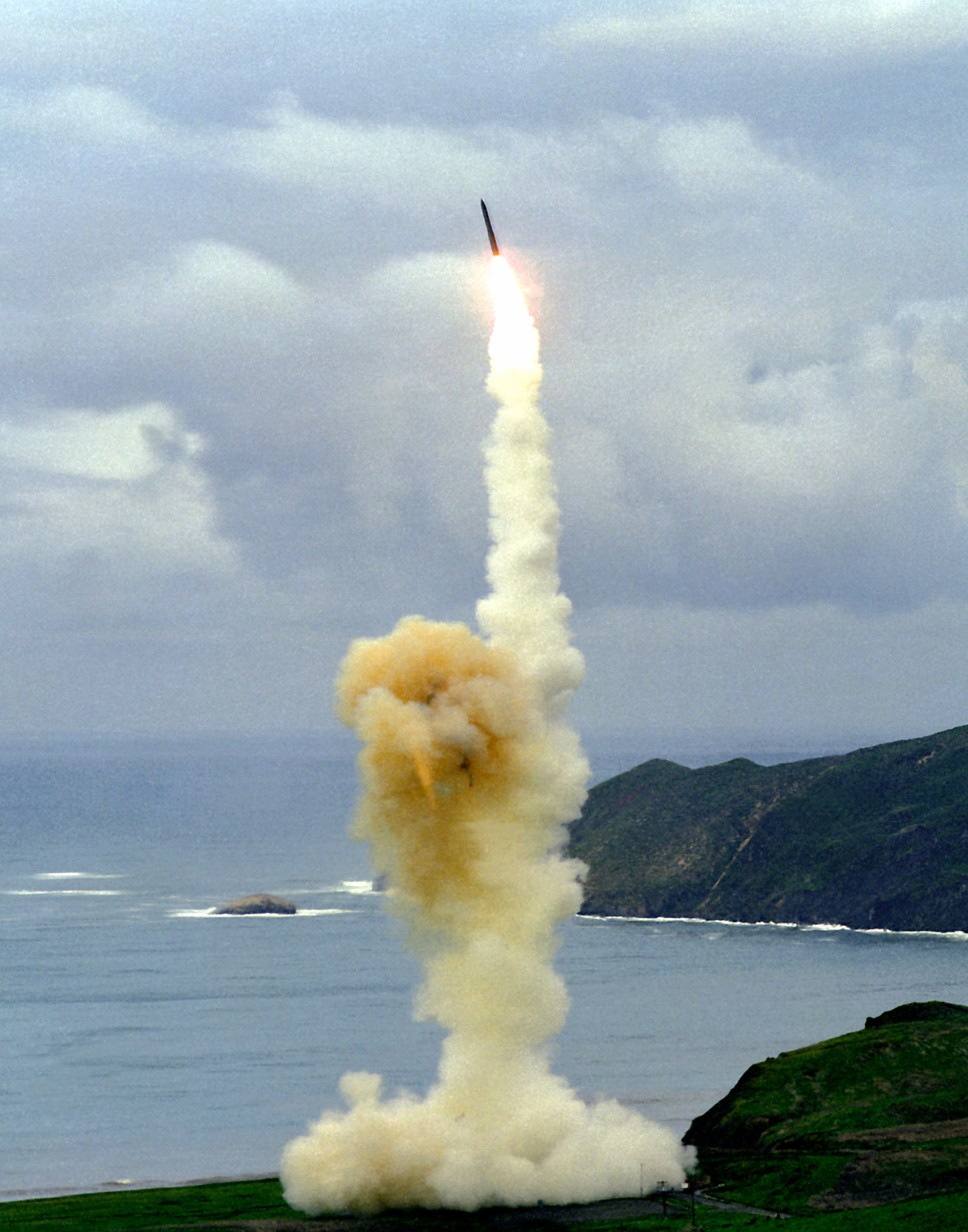
Test startowy Minuteman III (2003)

Amerykańska triada nuklearna – strategiczne siły nuklearne Sił Zbrojnych Stanów Zjednoczonych. Stanowi element odstraszania nuklearnego.
Amerykańskie strategiczne siły jądrowe stanowią główny element prowadzonej przez USA polityki odstraszania. Posiadają one wszystkie trzy składowe triady jądrowej, a rakietowe pociski balistyczne ICBM i SLBM stanowią znaczną ich część. W uzbrojeniu znajduje się (2016) 450 wyrzutni rakiet lądowego bazowania typu Minuteman III. Rakiety morskiego bazowania typu Trident II D5 są rozmieszczone na atomowych okrętach podwodnych typu Ohio. Na ich uzbrojeniu znajduje się 336 wyrzutni i 1152 głowic. Komponent powietrzny stanowią dwa typy bombowców strategicznych: B-2 i B-52 przystosowanych do przenoszenia broni jądrowej. W uzbrojeniu znajduje się 96 bombowców strategicznych, które dysponują 300 głowicami.
W sumie Stany Zjednoczone dysponowały pod koniec 2015 roku 882 wyrzutniami środków jądrowych i 1922 głowicami, a w 2021 na 675 nosicielach (delivery means) było 1457 głowic .

## Charakterystyka
Powstała w latach 60. XX w koncepcja triady nuklearnej zakładała użycie strategicznej broni jądrowej przez trzy niezależne komponenty: lądowe międzykontynentalne rakiety balistyczne, rakiety balistyczne rozmieszczone na okrętach podwodnych oraz bombowce strategiczne. W wypadku wybuchu wojny atomowej, rakiety międzykontynentalne miały zniszczyć radzieckie centra dowodzenia i silosy z bronią atomową; w razie zniszczenia własnych lądowych rakiet w silosach, atak odwetowy miały przeprowadzić rakiety międzykontynentalne wystrzeliwane z okrętów podwodnych, a bombowce strategiczne miały zadać przeciwnikowi ostateczny cios. Każdy z elementów triady musiał być zdolny do przeprowadzenia niezależnego zmasowanego ataku jądrowego, na wypadek, gdyby dwa pozostałe zostały zniszczone lub obezwładnione.
Stany Zjednoczone posiadają największy, najbardziej zróżnicowany i zaawansowany arsenał nuklearny składający się zarówno ze strategicznej, jak i taktycznej broni atomowej. Posiadają także duże zapasy nadającego się do produkcji broni materiału nuklearnego. Przegląd Zdolności Nuklearnych (NPR) przypisał broni atomowej „kluczową rolę w zdolnościach obronnych USA, ich sojuszników i przyjaciół”. Amerykański potencjał nuklearny ma stanowić podstawę bezpieczeństwa dla międzynarodowego zaangażowania USA. Posiadanie odpowiedniego arsenału nuklearnego ma również dać gwarancję sojusznikom, że Stany Zjednoczone nie będą wahały się ich wspomóc swoimi siłami konwencjonalnymi i nuklearnymi. Dotyczy to objętych amerykańskim parasolem nuklearnym Japonii, Korei Południowej, Tajwanu oraz członków NATO. Stany Zjednoczone nie zrezygnowały z prawa do użycia broni nuklearnej jako pierwsze (tzw. first-use).
Podstawowym celem tak stworzonej triady nuklearnej stało się uzyskanie gwarancji zniszczenia przeciwnika, który zdecydowałby się na zadanie pierwszego uderzenia jądrowego. Naczelnym dowództwem odpowiedzialnym za realizację tego zadania jest US Strategic Command z siedzibą w bazie Offutt w Nebrasce.

## Komponent lotniczy

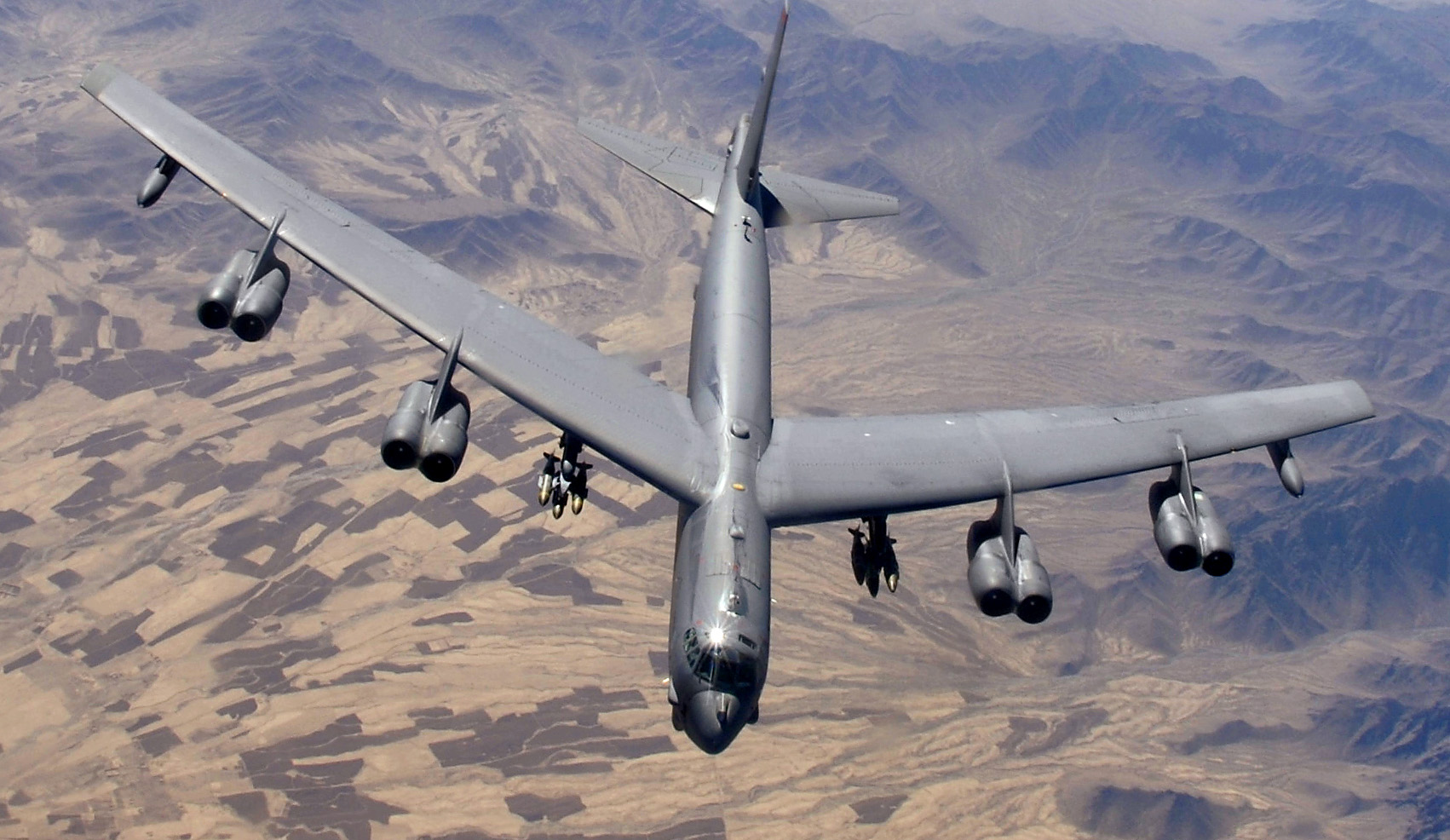
B-52 Stratofortress nad terytorium Afganistanu (2006)

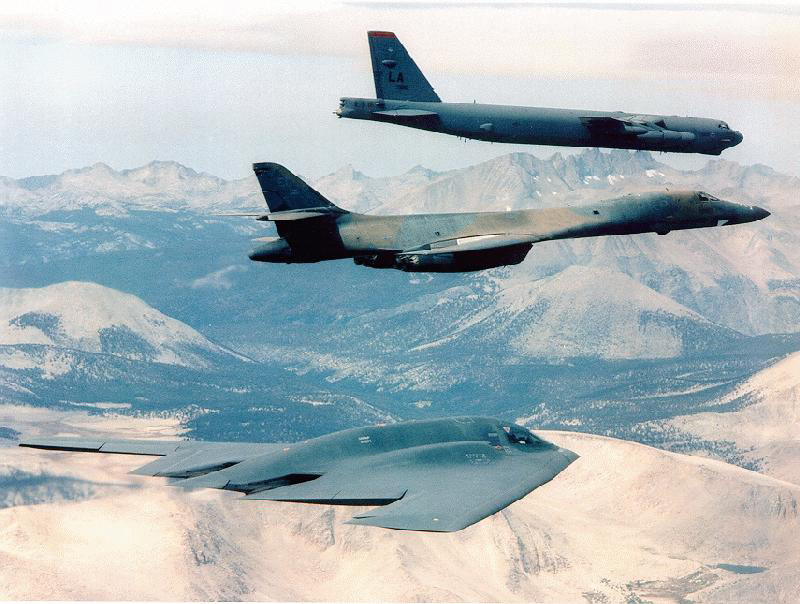
Samoloty B-2, B-1B i B-52 (2006)

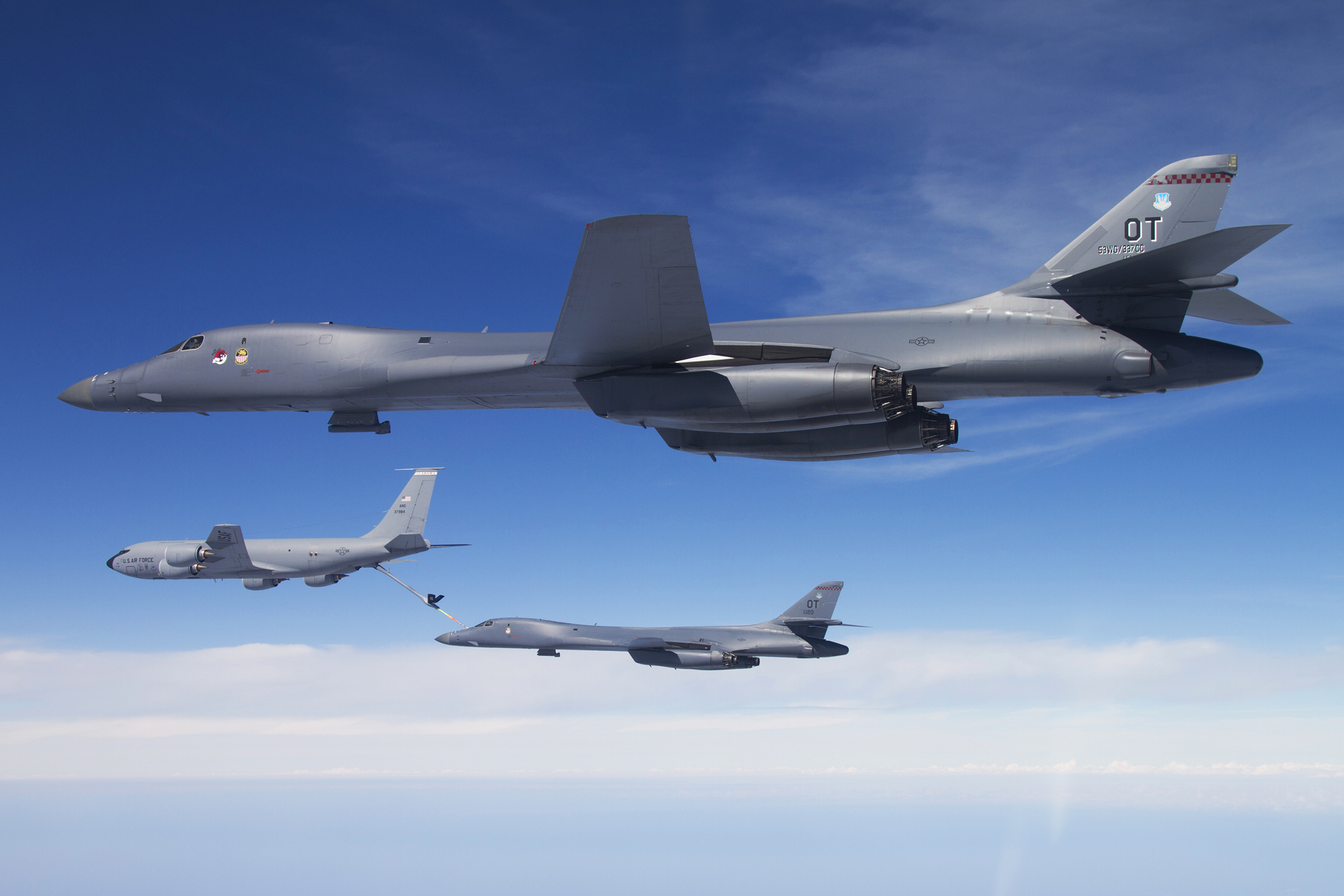
Samoloty B-1B Lancer – tankowanie w powietrzu (2012)

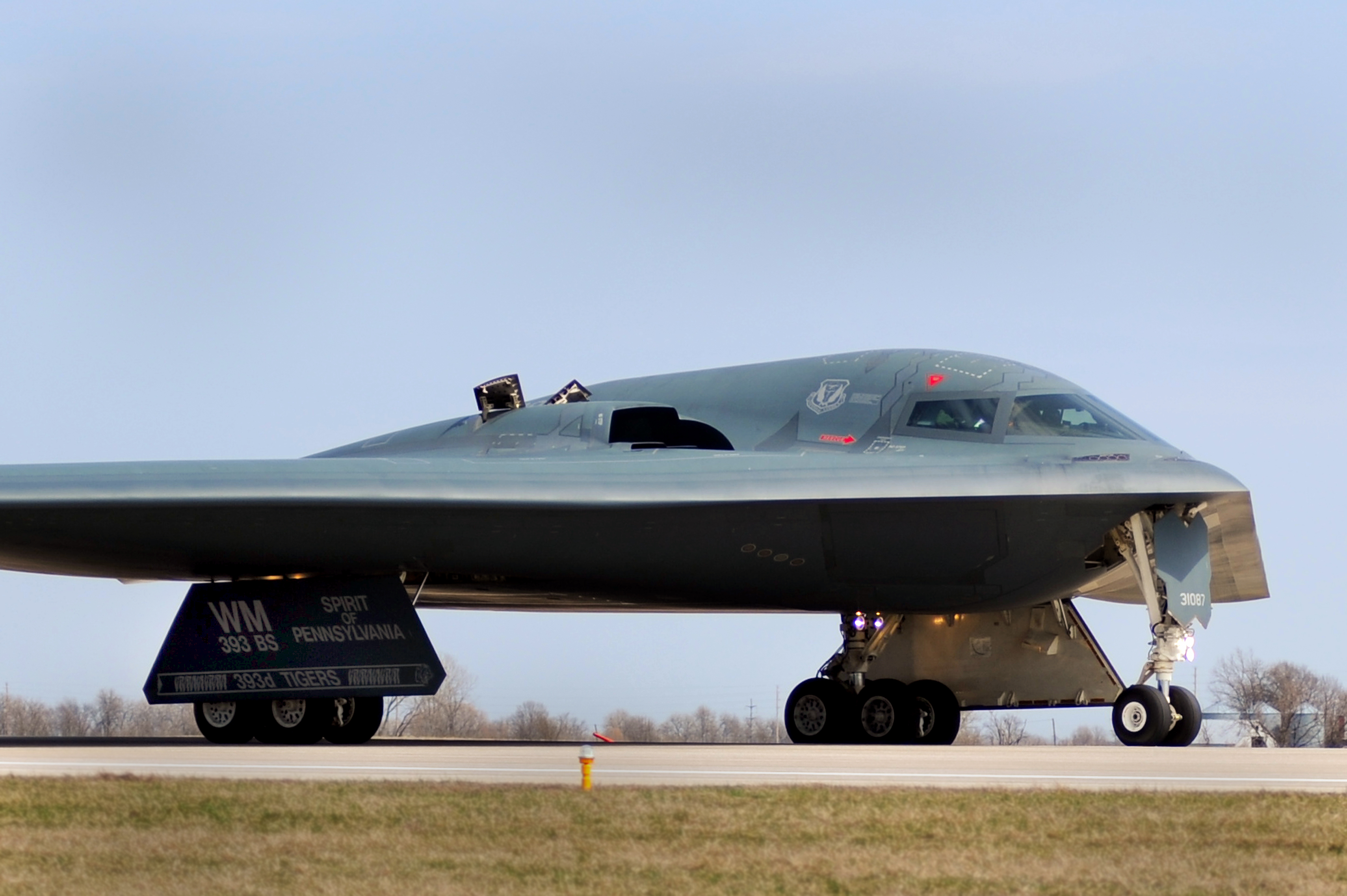
Bombowiec strategiczny B-2 (2011)

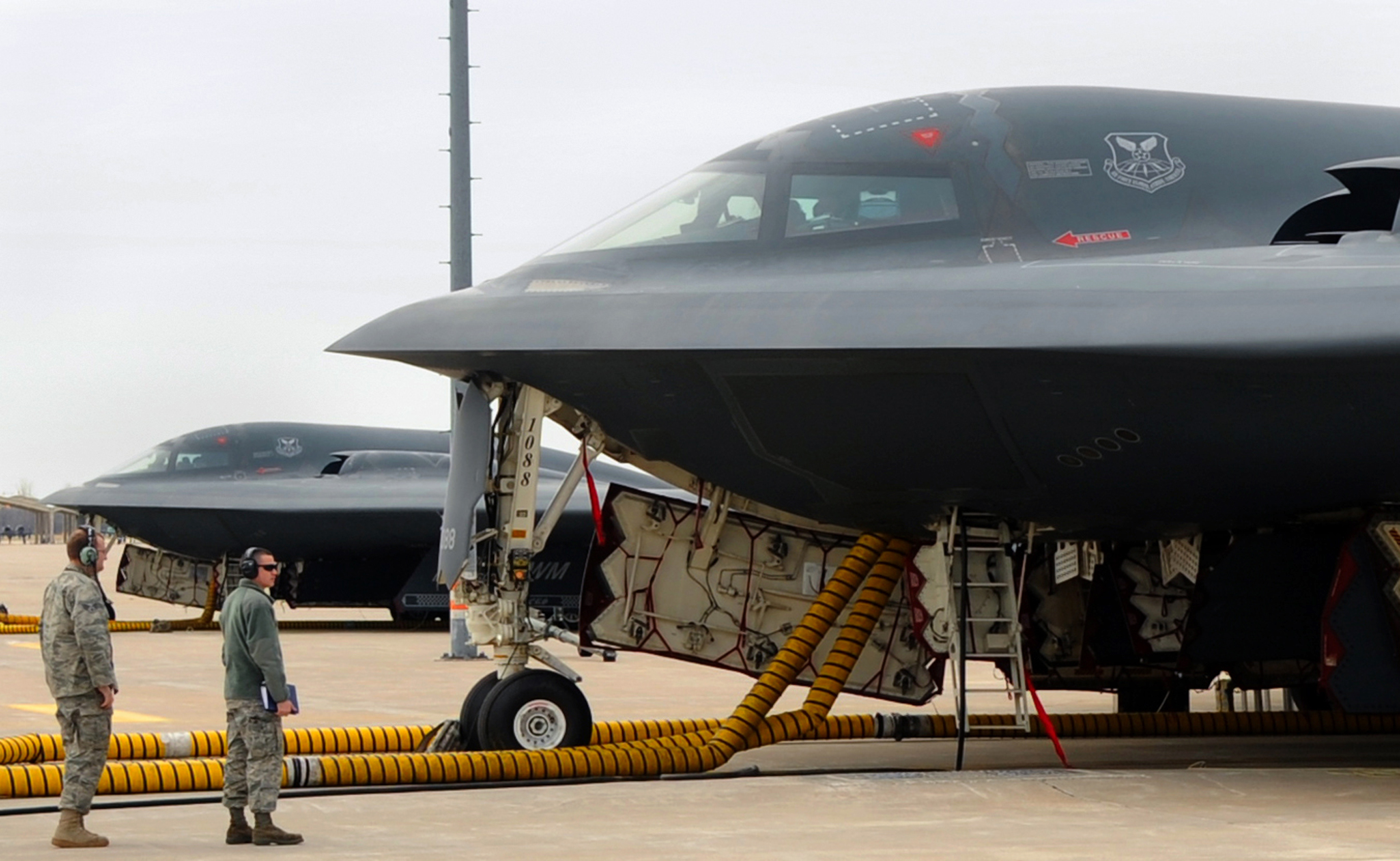
Bombowce B-2 Spirit w bazie Whiteman (2011)

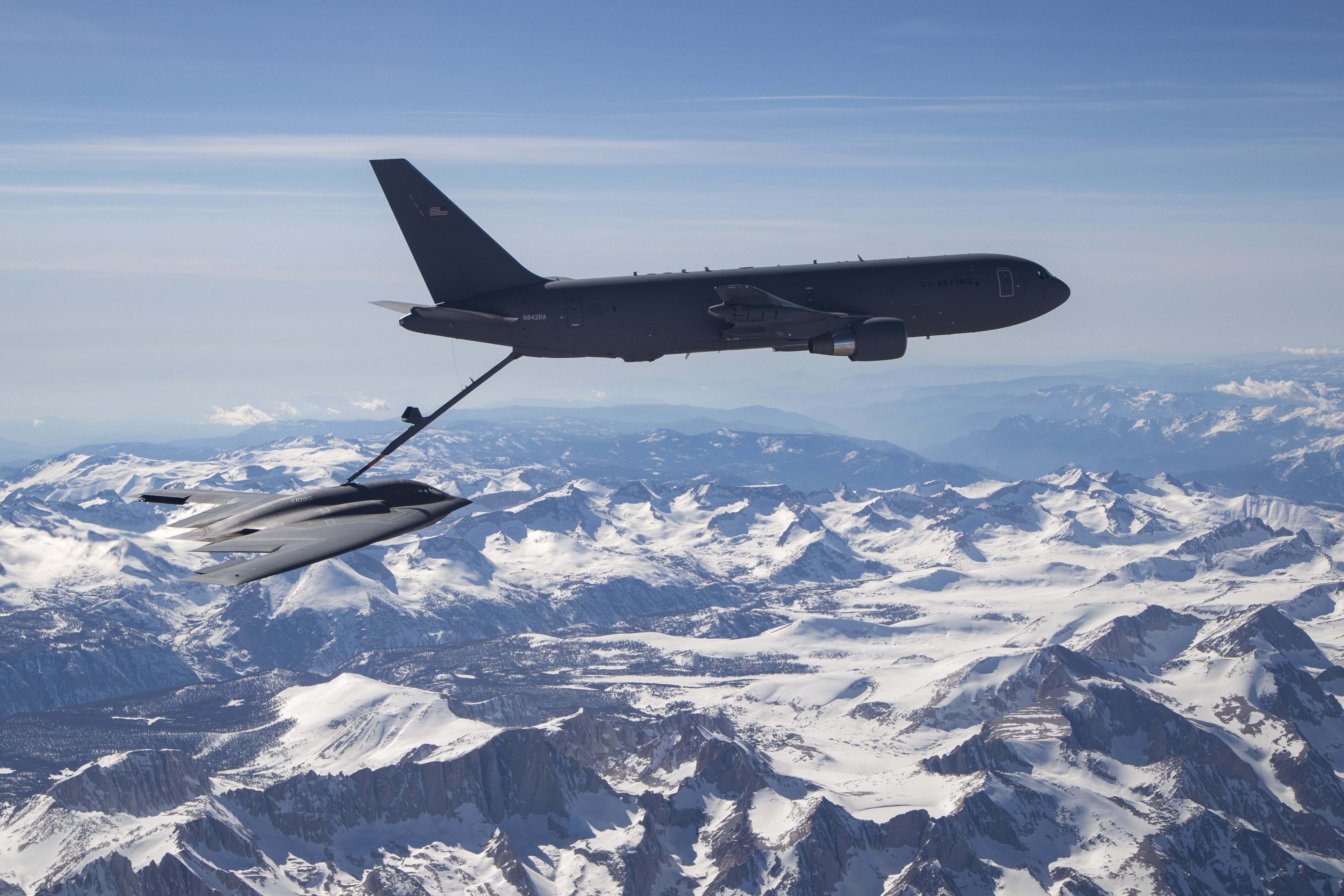
Bombowiec B-2 Spirit i tankowiec powietrzny Boeing KC-46 (2019)

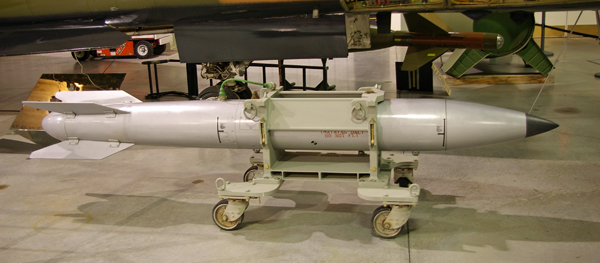
Bomba jądrowa B61

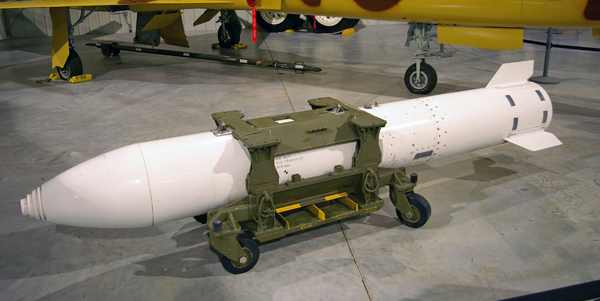
Bomba jądrowa B83

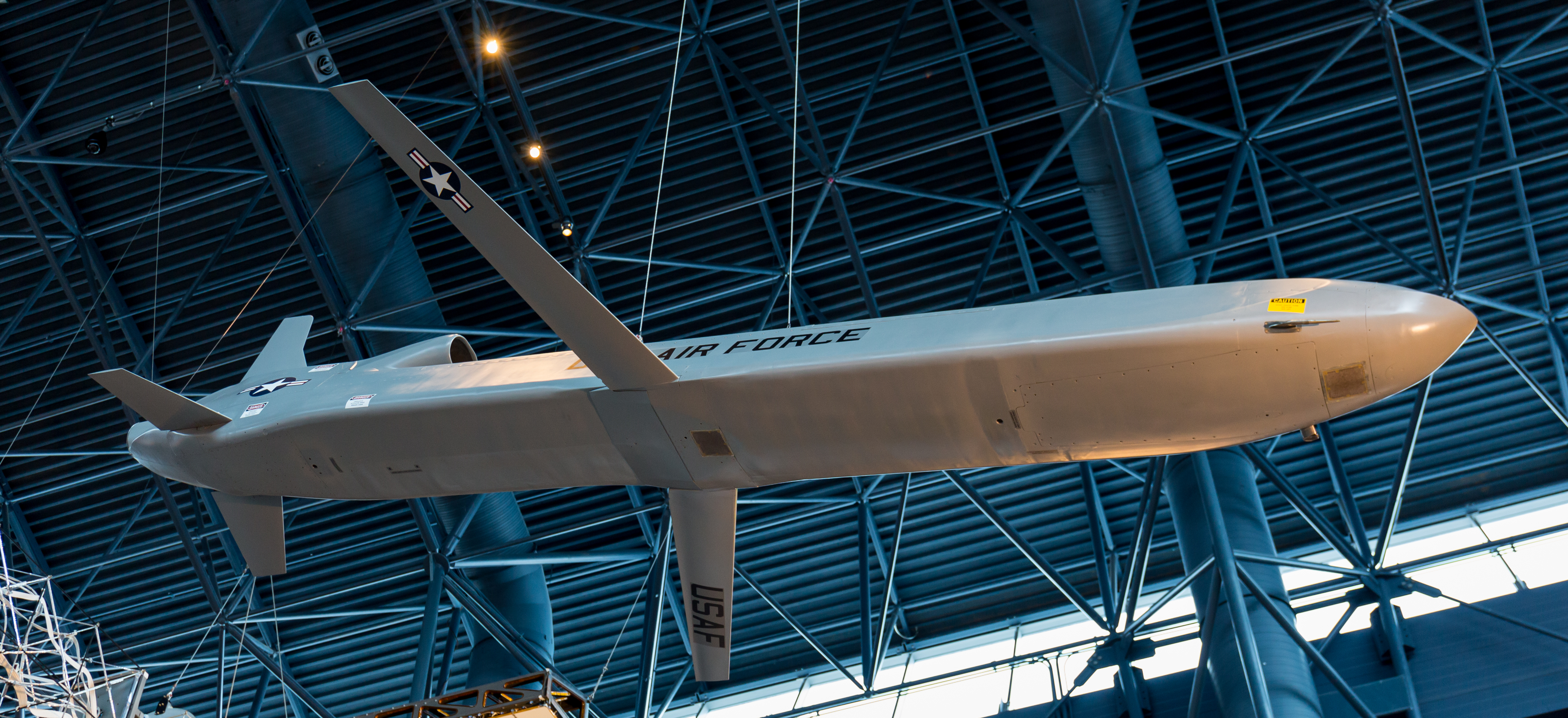
Pocisk AGM-86B ALCM

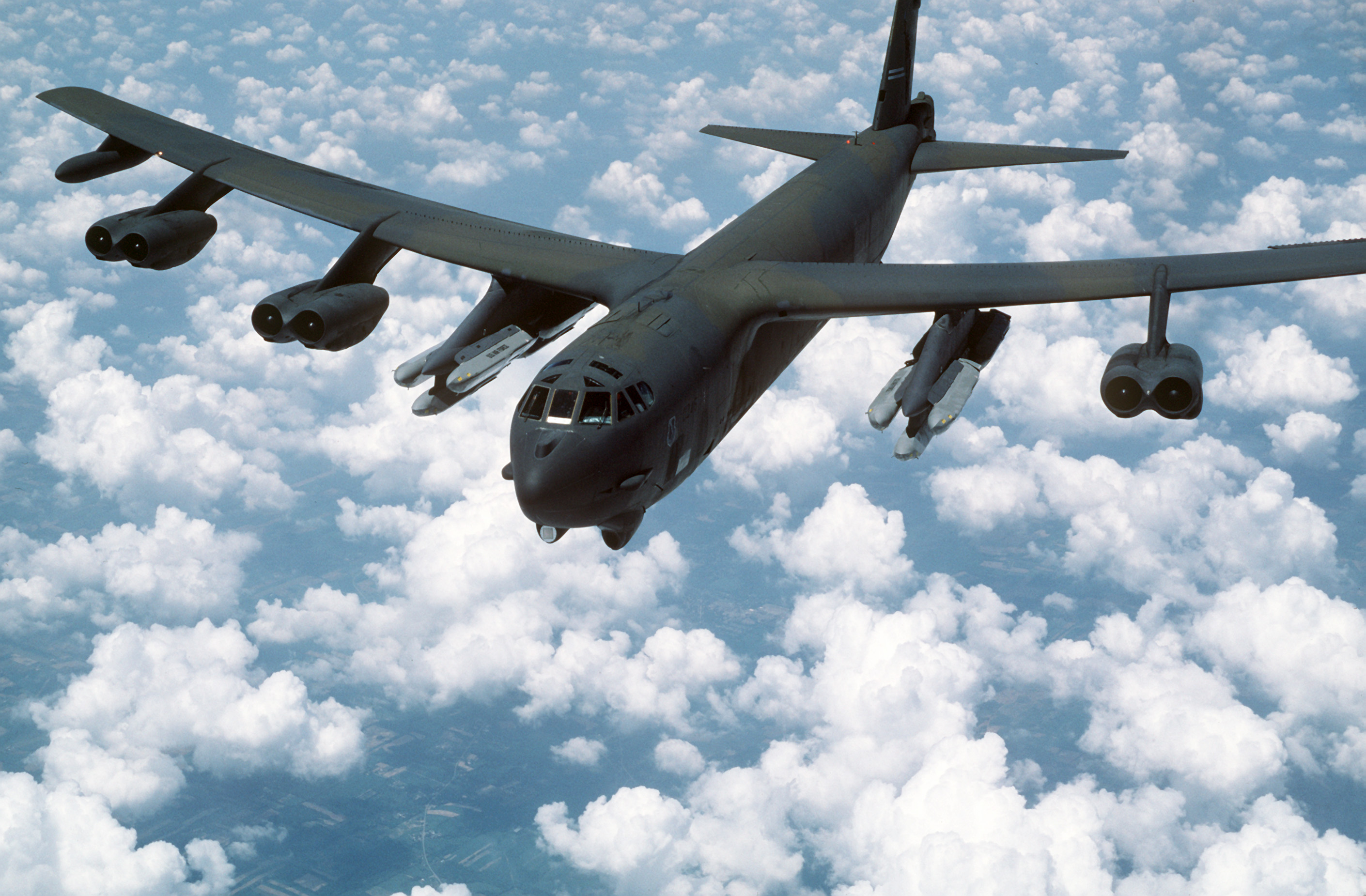
Boeing B-52G z pociskami AGM-86B ALCM (1988)

W początkowym okresie tworzenia środków przenoszenia broni jądrowej rolę rozstrzygającą w przyszłej wojnie atomowej przyznano lotnictwu strategicznemu. Jeszcze podczas trwania II wojny światowej oblatano ciężki bombowiec strategiczny B-29 Superfortress. 6 sierpnia 1945 z samolotu B-29 „Enola Gay” zrzucono pierwszą bombę jądrową na Hiroszimę, a trzy dni później z B-29 „Bockscar” drugą na Nagasaki. Do 31 grudnia 1946 przystosowano do przenoszenia broni jądrowej 23 samoloty B-29, a w marcu 1947 roku następne 35. W 1950 dysponowano 219 samolotami tego typu przystosowanymi do przenoszenia bomb atomowych. Zmodernizowaną wersją B-29 był bombowiec B-50 Superfortress. W grudniu 1948 przystosowano pierwsze 18 samolotów B-50, a w styczniu 1950 roku kolejne 96 samolotów do przenoszenia bomb atomowych. W latach 1947–1965 w służbie znajdowało się 370 tego typu maszyn.
W 1946 oblatano nowy bombowiec strategiczny B-36 Peacemaker. Był pierwszym amerykańskim bombowcem strategicznym, który mógł prowadzić operacje bombowe nad terytorium ZSRR. W grudniu 1948 przystosowano 4 samoloty, a w styczniu 1950 roku kolejne 34 samoloty B-36 do przenoszenia bomb atomowych.
Pod koniec lat 40. XX w do służby wszedł bombowiec średniego zasięgu B-47 Stratojet i stał się podstawową strategiczną maszyną amerykańskich sił uderzeniowych. W US Air Force służył do lat 70. W sumie wyprodukowano 2032 maszyn wszystkich typów.
W 1955 do wyposażenia lotnictwa weszły bombowce strategiczne dalekiego zasięgu B-52 Stratofortress. Konstrukcja była na tyle udana, że jego zmodernizowane wersje służą w amerykańskich siłach powietrznych do dzisiaj. Samoloty te brały udział w wojnie w Wietnamie, w operacji „Pustynna Burza” w Iraku oraz w operacji „Allied Force” w Jugosławii. W 2001 roku prowadziły działania w ramach operacji „Enduring Freedom”, a także w kolejnej wojnie irackiej w 2003. Podczas tych konfliktów, samoloty B-52 były wykorzystywane jako bombowce konwencjonalne. 20 maja 1956 na atolu Bikini, podczas operacji „Redwig” w ramach testu Cherokee zrzucono po raz pierwszy z samolotu B-52 bombę termojądrową Mk-15.
W czasie „zimnej wojny” bombowce B-52 wykonywały loty patrolowe wzdłuż granic ZSRR w ramach programów „Head Start”, „Chrome Dome”, „Hard Head”, „Round Robin”. Pod koniec lat 60. XX w. nastąpiła kulminacja strategii „świadomego szaleństwa” (premeditated madness). Zorganizowana została „Operacja Olbrzymia Lanca” (Operation Giant Lance). 27 października 1969 z baz w Kalifornii i Waszyngtonie wyleciało osiemnaście bombowców B-52 uzbrojonych w bomby termojądrowe. Samoloty przeleciały nad Alaską, zostały zatankowane w powietrzu przez samolot-tankowiec KC-135, przemieszczały się wzdłuż granicy ZSRR i prowokowały wroga, sprawdzając obronę powietrzną i działania jego samolotów przechwytujących. Amerykańskie samoloty podczas całej operacji pozostawały w ciągłej gotowości do zrzucenia bomb.
W grudniu 1974 oblatany został samolot nowej generacji – bombowiec strategiczny B-1A. Ze względu na olbrzymie nakłady finansowe, w 1977 zrezygnowano jednak z seryjnej produkcji. Dopiero w 1981 powrócono do projektu i zdecydowano o opracowaniu zmodernizowanej wersji – B-1B. Pełną zdolność bojową maszyny osiągnęły w październiku 1986. Łącznie zbudowano 100 samolotów. Miały one pełnić funkcję tymczasowego bombowca strategicznego do czasu wprowadzenia nowocześniejszego, zbudowanego w technologii stealth.
Program budowy nowego samolotu rozpoczęto w 1981, a pierwszy oblot B-2 Spirit odbył się w 1989. Początkowo siły powietrzne zamówiły 132 egzemplarze, jednakże upadek ZSRR i zakończenie wyścigu zbrojeń spowodowały ograniczenie budowy samolotów do 20 egzemplarzy. W skład uzbrojenia samolotu wchodzą bomby termojądrowe B61, B83 i pociski rakietowe AGM-129, ACM i AGM 131 SRAM z głowicami termojądrowymi, które umieszczone są w dwóch komorach bombowych.
Air Force posiada (2021) 20 bombowców B-2A, które są przystosowane do przenoszenia bomb B61 i B83. Łącznie w służbie znajduje się około 322 sztuk bomb dla bombowców i dodatkowych 230 bomb B61 dla samolotów wielozadaniowych. Prócz tego 46 z 76 bombowców B-52H może przenosić broń nuklearną . Grupuje je 8 Armia Lotnicza z siedzibą w Barksdale AFB. Dysponuje ona 58 własnymi bombowcami B-52H w dwóch skrzydłach bombowych (2. Bomb Wing z Barksdale i 5. Bomb Wing z Minot) oraz 19 B-2A zgrupowanymi w 509 Skrzydle Bombowym w bazie Whiteman w Missouri. Ponadto pod względem operacyjnym podlega jej 307 Skrzydło Bombowe należące do Rezerw Sił Powietrznych (AFRES) z 18 B-52H stacjonującymi w bazie Barksdale.
Dowództwem odpowiedzialnym w siłach powietrznych za odstraszanie nuklearne jest (2015) Dowództwo Ataku Globalnego (Air Force Global Strike Command) mające swoją siedzibę w Barksdale w Luizjanie.
Atomowe uzbrojenie bombowców strategicznych
Strategiczne bombowce miały w uzbrojeniu ciężkie bomby jądrowe typu Mark 4, Mark 5, Mark 6 i Mark 7, oraz bomby termojądrowe B15, B17, B21, B24, B28, B36, B39, B41, B43, B53, B61 i B83. Po zakończeniu „zimnej wojny” posiadane 260 bombowców mogło przenosić około 4648 bomb atomowych i uzbrojonych w głowice atomowe rakiet cruise typu ALCM i ACM. Po redukcji, w 2001 Stany Zjednoczone posiadały 94 bombowce B-52H, z których każdy mógł przenosić 20 rakiet manewrujących cruise lub osiem bomb termojądrowych swobodnie spadających B61/B83 oraz 21 bombowców B-2A, z których każdy mógł przenosić do 16 bomb B61 lub B83. W 2016 w służbie USA znajduje się 67 samolotów B-1B Lancer, 20 bombowców strategicznych B-2A i 94 bombowców B-52H. Samoloty B-1B znajdują się w wyposażeniu 7 Skrzydła Bombowego stacjonującego w bazie Dyess Air Force Base w stanie Texas i 28 Skrzydła Bombowego stacjonującego w bazie sił powietrznych Ellsworth AFB w stanie Dakota Południowa; samoloty B-2A wchodzą w skład 509 Skrzydła Bombowego stacjonującego w bazie Whiteman Air Force Base w stanie Missouri; samoloty B-52H znajdują się w wyposażeniu 2 Skrzydła Bombowego, stacjonującego w Barksdale Air Force Base w Luizjanie, 5 Skrzydła Bombowego i 307 Skrzydła Bombowego stacjonujących w bazie Minot Air Force Base w Dakocie Północnej.
W 2016 w skład uzbrojenia jądrowego bombowców strategicznych wchodziły bomby termojądrowe swobodnie spadające B61 i B83 oraz rakiety manewrujące cruise z głowicami termojądrowymi: AGM-86B ALCM z głowicą W80-1 i AGM-129 ACM. Bomby termojądrowe i głowice do rakiet cruise składowane są w bazach Whiteman i Minot oraz w centralnych składach atomowych w bazach Kirtland w stanie Nowy Meksyk oraz Nellis w stanie Nevada.
| Strategiczne samoloty bombowe USA | Strategiczne samoloty bombowe USA | Strategiczne samoloty bombowe USA |
| Typ samolotu                      | Okres użytkowania                 | Liczba                            |
| --------------------------------- | --------------------------------- | --------------------------------- |
| B-29 Superfortress                | 1942–1960                         | 3970                              |
| B-36 Peacemaker                   | 1946-1959                         | 384                               |
| B-47 Stratojet                    | 1947-1977                         | 2032                              |
| B-50 Superfortress                | 1947-1965                         | 370                               |
| B-52 Stratofortress               | 1952- w służbie                   | 744                               |
| B-58 Hustler                      | 1956–1970                         | 116                               |
| FB-111A Aardvark                  | 1968-1998                         | 76                                |
| B-1B Lancer                       | 1983- w służbie                   | 100                               |
| B-2 Spirit                        | 1987- w służbie                   | 20                                |
| A-3 Skywarrior                    | 1956-1991                         | 282                               |

## Komponent lądowy

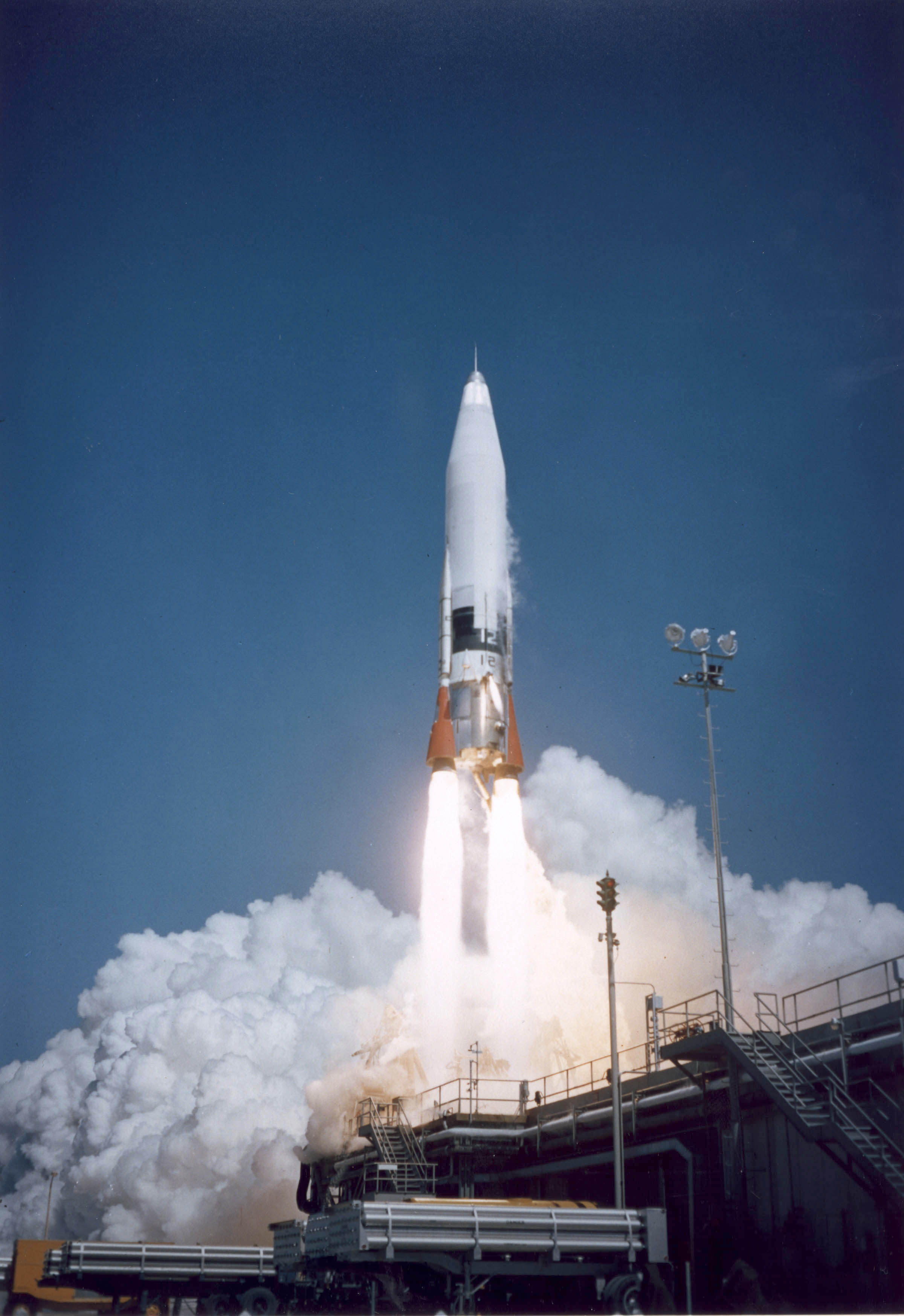
Rakieta balistyczna Atlas (1958)

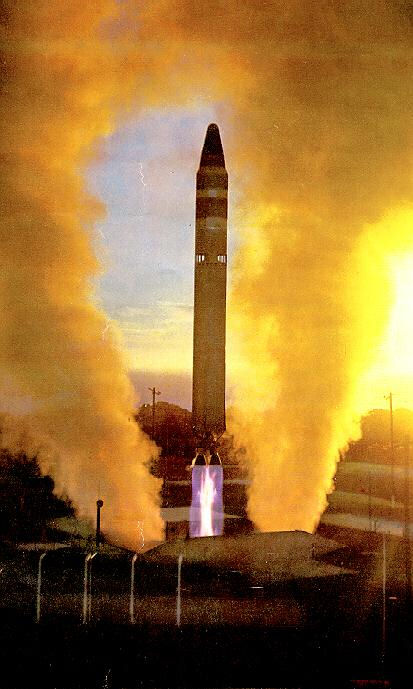
LGM-25C Titan II (1980)

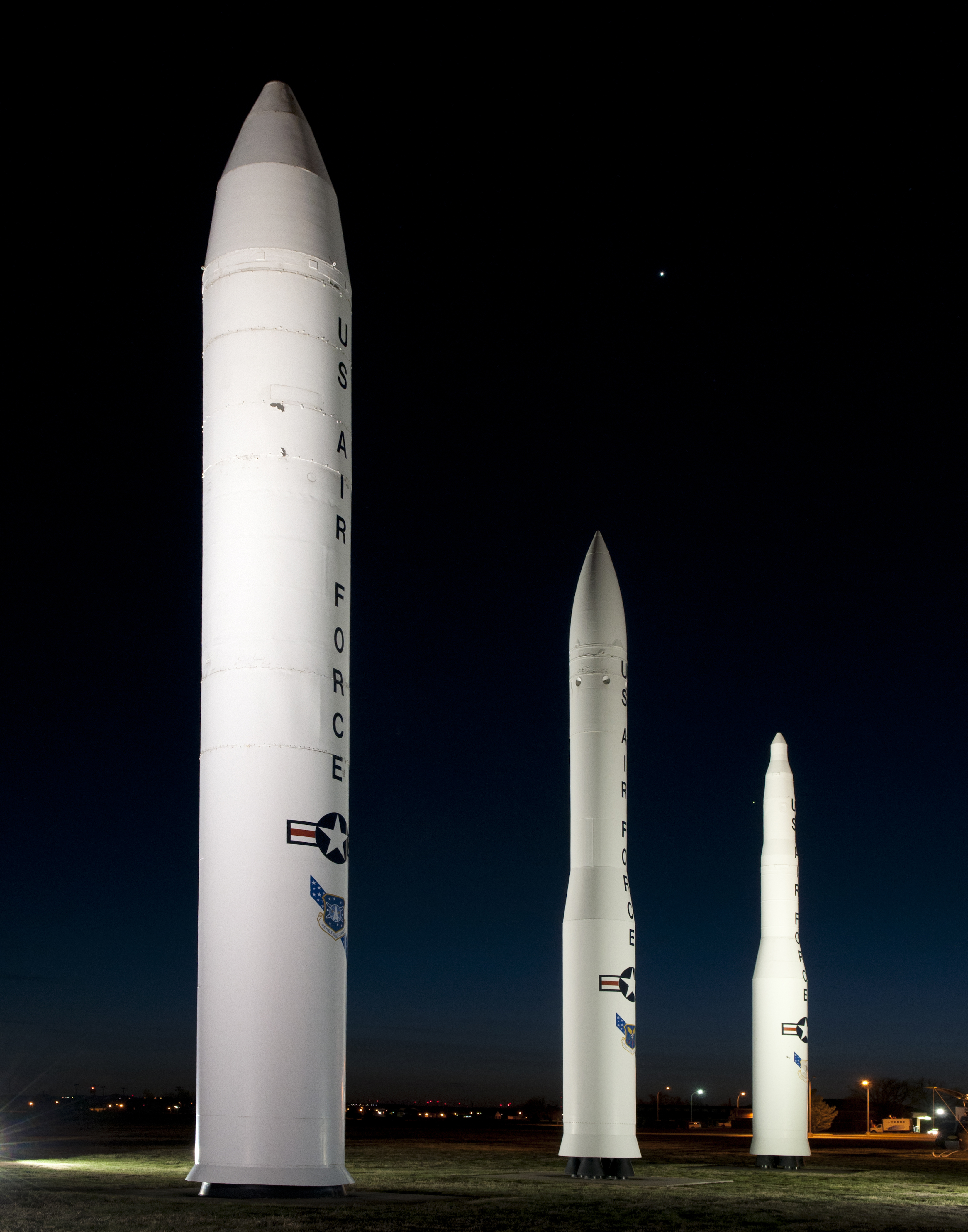
Ekspozycja międzykontynentalnych pocisków balistycznych (od lewej): Peacekeeper, Minuteman III i Minuteman I w bazie sił powietrznych F.E. Warren (2012)

Amerykańskie wojska lądowe (US Army) nie dysponują strategiczną bronią nuklearną, stąd też komponent naziemny sił odstraszania nuklearnego podlega Dowództwu Sił Powietrznych Stanów Zjednoczonych (USAF).
Komponent lądowy amerykańskiej triady powstał na przełomie lat 50. i 60. XX w. Wtedy to do uzbrojenia weszły międzykontynentalne rakiety balistyczne wystrzeliwane z wyrzutni lądowych ICBM. Pierwszymi amerykańskimi lądowymi międzykontynentalnymi rakietami balistycznymi przystosowanymi do przenoszenia ładunków jądrowych były rakiety rodziny SM-65 Atlas. Do 1965 wyprodukowano 350 rakiet w różnych wersjach. W uzbrojeniu jednorazowo znajdowało się około 129 rakiet typu SM-65, w tym 30 rakiet Atlas D, 27 rakiet Atlas E i 72 rakiety Atlas F. Rakiety miały dwustopniowy napęd z pięcioma silnikami na paliwo ciekłe i przenosiły głowice termojądrowe. Z powodu słabej celności rakiety te przeznaczone były do niszczenia aglomeracji miejskich i ośrodków przemysłowych.
Pierwsze trzy rakiety Atlas D rozmieszczono w bazie sił powietrznych Vandenberg i podlegały one operacyjnej kontroli 576 dywizjonu rakiet strategicznych. W październiku 1959 operacyjną gotowość osiągnął 564 dywizjon w bazie F.E. Warren, a po nim 565 dywizjon. Kolejna jednostka wyposażona w rakiety Atlas to 549 dywizjon rakiet strategicznych stacjonujący w bazie Offutt.
Pierwszy dywizjon z rakietami Atlas E osiągnął gotowość w 1961 roku. Rakiety te znalazły się na wyposażeniu 567 dywizjonu rakiet strategicznych z bazy Fairchild, 548 dywizjonu rakiet strategicznych z bazy Forbes, 566 dywizjonu rakiet strategicznych z bazy sił powietrznych F.E. Warren.
Rakiety Atlas F znajdowały się w uzbrojeniu: 550 dywizjonu rakiet strategicznych z bazy Schilling, 551 dywizjonu rakiet strategicznych z bazy Lincoln, 577 dywizjonu rakiet strategicznych z bazy Altus, 578 dywizjonu rakiet strategicznych z bazy Dyess, 579 dywizjonu rakiet strategicznych z bazy Walker, 556 dywizjonu rakiet strategicznych z bazy Plattsburgh.
Z uwagi na trudności eksploatacyjne i małą skuteczność, rakiety Atlas sukcesywnie zastępowane były rakietami balistycznymi typu Titan. Rakiety Titan I posiadały następujące dywizjony: 568 dywizjon rakiet strategicznych w bazie Larson, 569 dywizjon rakiet strategicznych w bazie Mountain Home, 724 dywizjon rakiet strategicznych w bazie Lowry, 725 dywizjon rakiet strategicznych w bazie Lowry, 850 dywizjon rakiet strategicznych w bazie Ellsworth, 851 dywizjon rakiet strategicznych w bazie Beale.
W roku 1963 do służby weszła zmodernizowana rakieta Titan II i sukcesywnie weszła na uzbrojenie 373. i 374. dywizjonu rakiet strategicznych w bazie sił powietrznych Littre Rock, 532. i 533. dywizjonu rakiet strategicznych w bazie sił powietrznych McConnell, 570. i 571. dywizjonu rakiet strategicznych w bazie sił powietrznych Davies-Monthan. Trzy silosy z rakietami Titan II do testów i technicznego rozwoju rozwinięto w bazie sił powietrznych Vandenberg, w 1 Strategicznej Dywizji Powietrznej.
W latach 1986–2005, w użyciu znajdowało się 50 rakiet balistycznych LGM-118A Peacekeeper. Pociski te znajdowały się w uzbrojeniu sił powietrznych i do momentu wycofania stanowiły podstawowy element amerykańskiej strategicznej triady nuklearnej. Podlegały 400 dywizjonowi rakiet strategicznych stacjonującemu w bazie sił powietrznych F.E. Warren AFB.
Jeszcze na początku lat 60. XX w rozpoczęto prace nad nową rakietą typu Minuteman. W październiku 1962 pierwsze 10 pocisków Minuteman I zaczęło pełnić dyżur bojowy. Rakiety LGM-30A Minuteman I stacjonowały w bazach sił powietrznych: Malstrom AFB, Minot AFB, Whiteman, F.E. Warren i Ellsworth.
W 1966 do służby weszły rakiety LGM-30F Minuteman II i pozostawały w użyciu do 1990. Były na uzbrojeniu dywizjonów rakiet strategicznych stacjonujących w bazach sił powietrznych: Malstrom, Grand Forks, Whiteman i Ellsworth.
Kolejny Minuteman – rakieta LGM-30G Minuteman III weszła do uzbrojenia w 1970 i pozostaje w nim do dzisiaj. W 2016 Stany Zjednoczone posiadały 450 rakiet tego typu. Wchodzą one w skład uzbrojenia 319., 320., 321. dywizjonu rakiet strategicznych (silosy z rakietami rozmieszczone są na terenie stanów: Wyoming, Nebraska i Colorado), 740., 741., 742. dywizjonu rakiet strategicznych (silosy rozmieszczone są w stanie Dakota Północna), 10., 12., 490. dywizjonu rakiet strategicznych (silosy rozmieszczone są w stanie Montana).
W latach 1986–1991 w Stanach Zjednoczonych prowadzono równolegle testy z lekkim międzykontynentalnym pociskiem balistycznym MGM-134A Midgetman, montowanym na platformie samochodowej. System był rozwijany jako mobilne uzupełnienie rakiet LGM-30 Minuteman III oraz LGM-118A Peacekeeper, stacjonujących w podziemnych silosach. Wraz z zakończeniem „zimnej wojny”, w styczniu 1992 zaniechano dalszych prac.
Współczesny komponent lądowy triady (2015) zgrupowany jest w 20 Armii Lotniczej. W jej składzie znajdują się trzy skrzydła rakiet: 90. w Warren AFB, 91. w Minot AFB oraz 341. Missile Wing w Malmstrom AFB. Dowództwo armii odpowiada za utrzymanie w gotowości bojowej strategicznych sił rakietowych wyposażonych łącznie w 450 międzykontynentalnych pocisków balistycznych LGM-30G Minuteman III. Każde skrzydło dysponuje trzema dywizjonami, w każdym 50 rakiet pogrupowanych w 5 kompleksach po 10 silosów. Pod względem operacyjnym 20 Armia Lotnicza podlega połączonemu dowództwu strategicznemu (US Strategic Command) z bazy Offut w Nebrasce.
| Międzykontynentalne rakiety balistyczne ICBM | Międzykontynentalne rakiety balistyczne ICBM | Międzykontynentalne rakiety balistyczne ICBM | Międzykontynentalne rakiety balistyczne ICBM |
| Typ rakiety                                  | Okres użytkowania                            | Głowica                                      | Liczba                                       |
| -------------------------------------------- | -------------------------------------------- | -------------------------------------------- | -------------------------------------------- |
| SM-65 Atlas D                                | 1959-1964                                    | W49                                          | 30                                           |
| SM-65 Atlas E/F                              | 1961–1965                                    | W38                                          | 99                                           |
| SM-68 Titan I                                | 1962-1965                                    | W38                                          | 54                                           |
| SM-68B Titan II                              | 1963-1986                                    | W53                                          | 54                                           |
| LGM-30A/B Minuteman I                        | 1962-1974                                    | W56; W59                                     | 800                                          |
| LGM-30F Minuteman II                         | 1966-1990                                    | W56                                          | 550                                          |
| LGM-30G Minuteman III                        | 1970- w służbie                              | W78 MIRV                                     | 550                                          |
| LGM-118 Peacekeeper                          | 1986-2005                                    | W87 MIRV                                     | 50                                           |
| MGM-134A Midgetman                           | testowany 1986–1991                          | W87 MIRV                                     |                                              |

## Komponent morski
Symbolicznie powstanie trzeciej składowej amerykańskiej triady nuklearnej datować można na dzień 15 grudnia 1960. Wtedy to w swój pierwszy patrol bojowy wypłynął amerykański okręt podwodny uzbrojony w 16 pocisków balistycznych typu Polaris – USS George Washington.

### Rakiety balistyczne SLBM

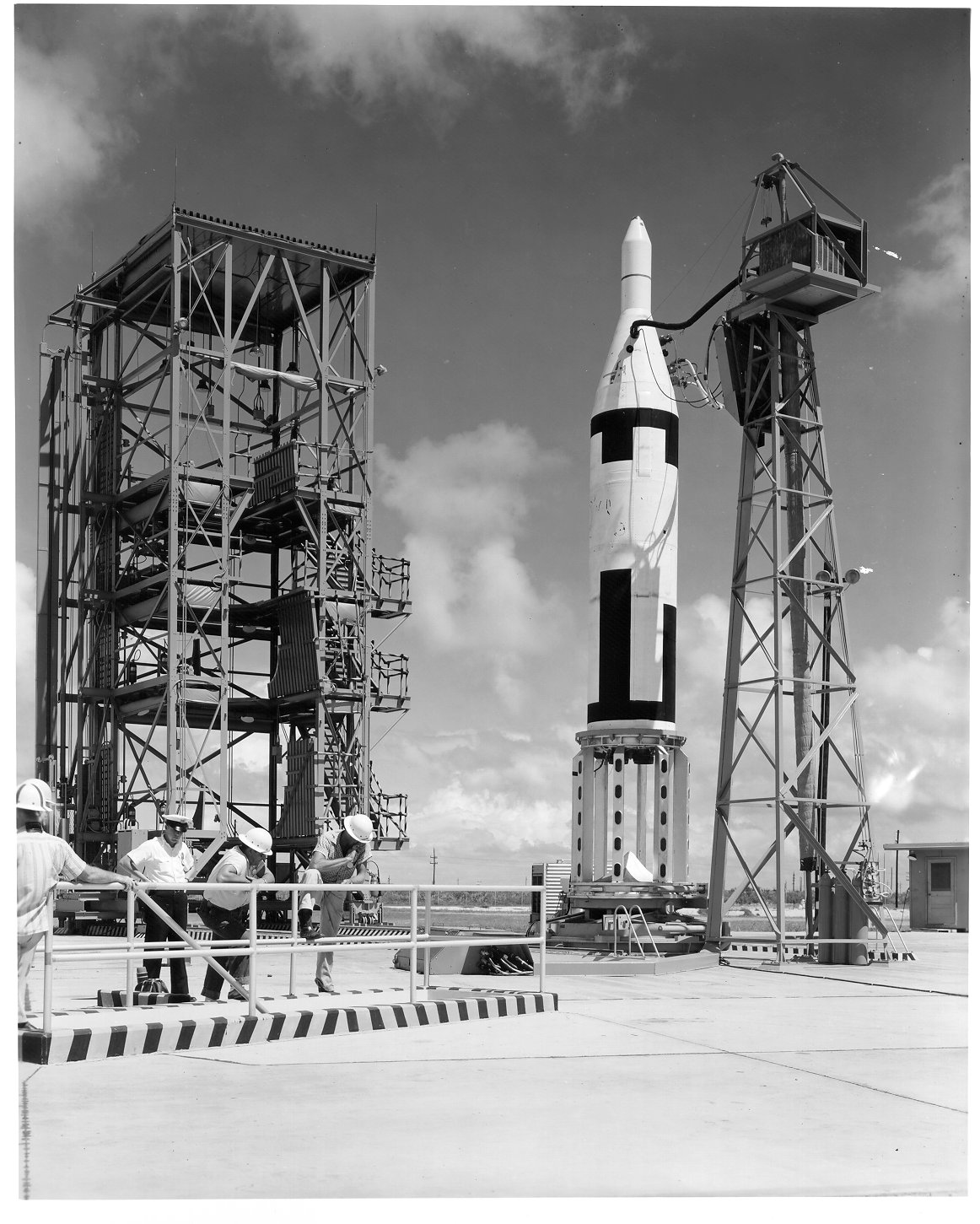
Rakieta Polaris A1 na stanowisku w bazie na przylądku Cape Canaveral

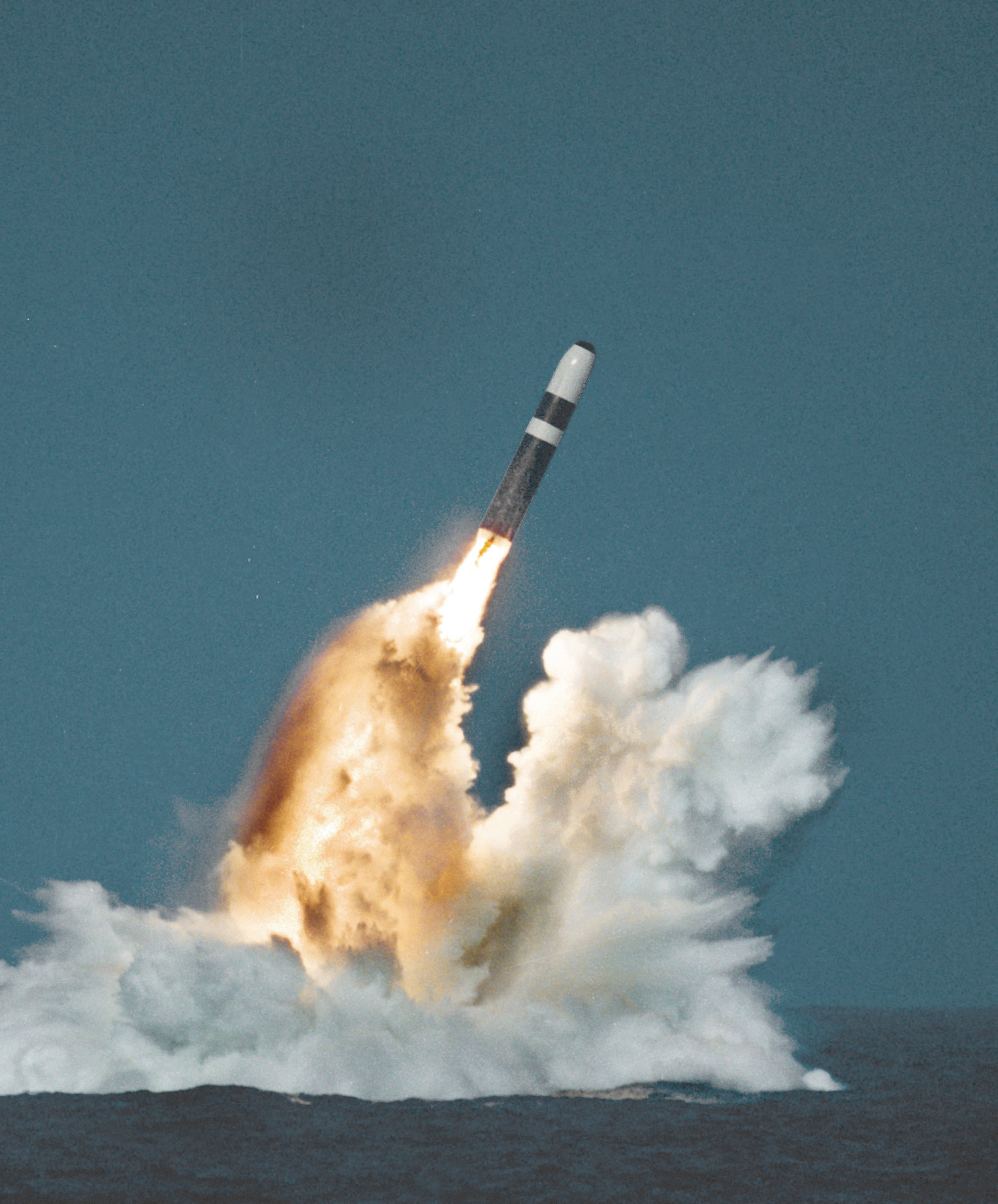
UGM-133 Trident II D-5

Po kapitulacji Niemiec, Wernher von Braun prowadził prace nad rozwojem balistycznych rakiet V-2 w Forcie Bliss w Teksasie. Ich efektem było wystrzelenie 6 września 1947 z pokładu lotniskowca USS Midway pocisku tego typu. Już 1950 komandor Francis D. Boyle zaproponował stworzenie na bazie okrętów podwodnych jednostek zdolnych do przenoszenia rakiet balistycznych, które byłyby wystrzeliwane z pionowych wyrzutni. Jednak dopiero w 1955 powrócono do tematu i staraniami szefa operacji morskich admirała Arleigha Burke’a zainicjowano wspólny program z siłami lądowymi, a rok później ruszyły prace nad morską wersją pocisku Jupiter. Prowadzono równolegle badania nad możliwością zastosowania napędów na, bezpieczniejsze dla okrętów, paliwo stałe. Rozwiązaniem miała być rakieta Polaris. System Polaris został opracowany w celu zwiększenia poziomu odstraszania nuklearnego oraz stanowił uzupełnienie rakietowych systemów średniego zasięgu rozmieszczonych w Europie. Z uwagi na niski stopień celności, przewidywano jego wykorzystanie do wykonania uderzenia nuklearnego na radzieckie miasta. Skonstruowano trzy warianty tego pocisku. Były to Polaris A1, Polaris A2 i Polaris A3. W ramach operacji Frigate Bird przeprowadzono pełny test systemu balistycznego, od odpalenia do eksplozji jądrowej. Wystrzelony pocisk Polaris A-2 uzbrojony w głowicę termojądrową W47 o mocy 1,2 Mt uderzył w cel w odległości 1760 km, około 800 km na północny wschód od Wyspy Bożego Narodzenia. Aby zwiększyć zasięg uzbrojenia, okręty bazowały w bazie Holy Loch w Szkocji.
Kolejnym pociskiem balistycznym wprowadzonym na uzbrojenie US Navy był pocisk balistyczny pośredniego zasięgu UGM-73 Posejdon C-3. Był pierwszym na świecie pociskiem w operacyjnym użyciu, który wyposażono w głowicę MIRV. W sumie wyprodukowano 496 pocisków, które znajdowały się w uzbrojeniu 31 okrętów podwodnych „41 for Freedom”. Ze służby wycofane zostały z końcem 1994.
Od 1984 pociski Posejdon C-3 stopniowo zaczęły być zastępowane przez UGM-93A Trident I C-4. Pociski te w latach 1979–2005 znajdowały się w wyposażeniu okrętów podwodnych typu Ohio, James Madison i Benjamin Franklin.
Rozwinięciem wersji C4 jest trzystopniowy pocisk balistyczny UGM-133 Trident II D-5. Jest on jedynym (2016) pociskiem, który znajduje się w wyposażeniu amerykańskich okrętów podwodnych typu Ohio i brytyjskich okrętów podwodnych typu Vanguard. W sumie, w latach 1987–2013 skonstruowano około 560 pocisków tego typu dla USA i 58 dla Wielkiej Brytanii.
| Międzykontynentalne rakiety balistyczne SLBM. | Międzykontynentalne rakiety balistyczne SLBM. | Międzykontynentalne rakiety balistyczne SLBM. | Międzykontynentalne rakiety balistyczne SLBM. |
| Typ rakiety                                   | Okres użytkowania                             | Głowica                                       | Liczba                                        |
| --------------------------------------------- | --------------------------------------------- | --------------------------------------------- | --------------------------------------------- |
| UGM-27A Polaris A1                            | 1960-1964                                     | W47Y1                                         | 80                                            |
| UGM-27B Polaris A2                            | 1962-1973                                     | W47Y1; W47Y2                                  | 208                                           |
| UGM-27C Polaris A3                            | 1964-1981                                     | W58                                           | 448                                           |
| UGM-73A Poseidon C3                           | 1971-1994                                     | W68; 10MIRV                                   | 496                                           |
| UGM-96 Trident I C4                           | 1982-2002                                     | W76; 8MIRV                                    | 192                                           |
| UGM-133 Trident II D5                         | 1990- w służbie                               | W76; W88; 8MIRV                               | 264                                           |

### Atomowe okręty podwodne

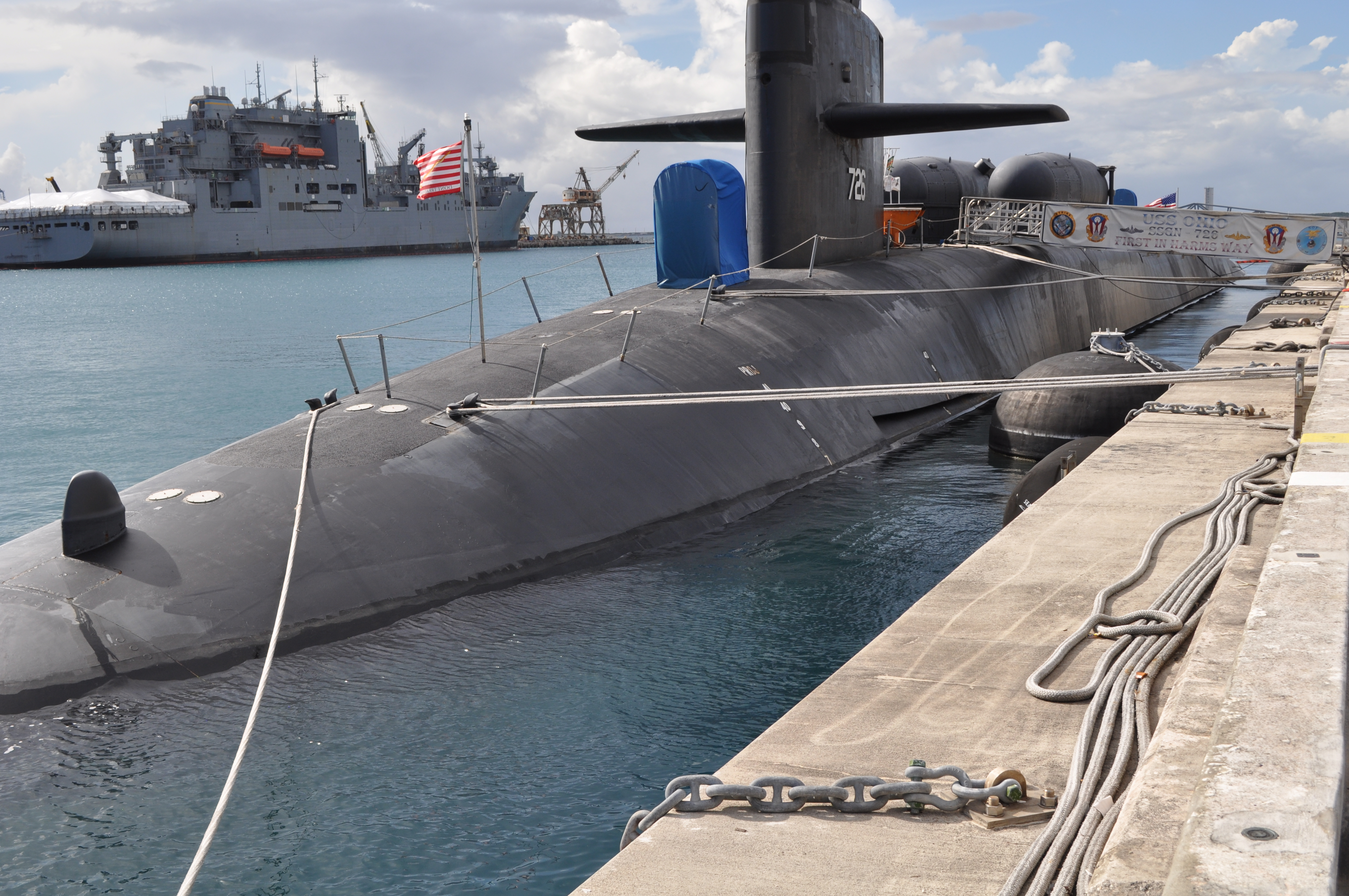
Atomowy okręt podwodny USS Ohio w porcie na wyspie Guam (2011)

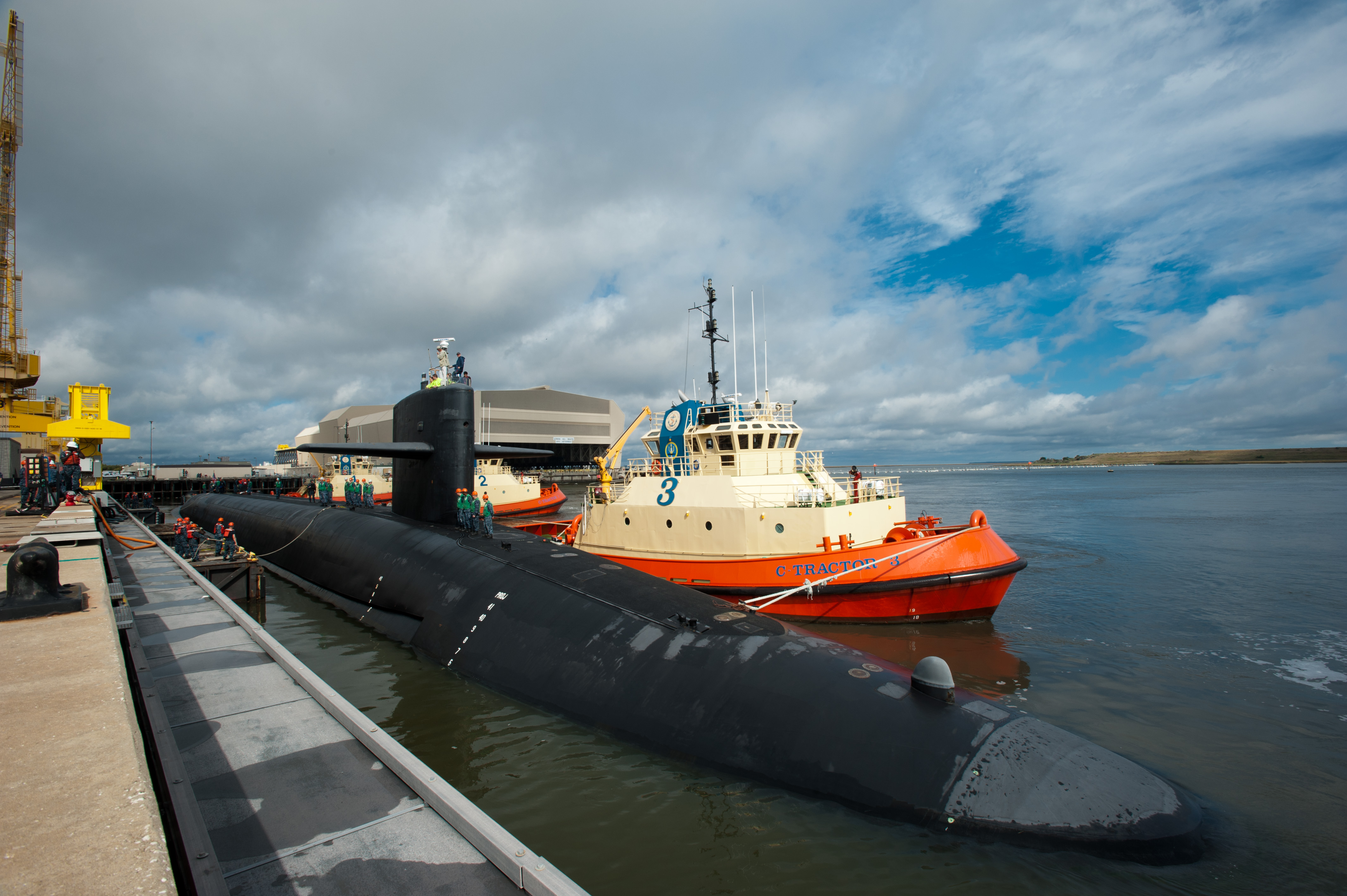
Okręt podwodny USS Tennessee w bazie Kings Bay (2011)

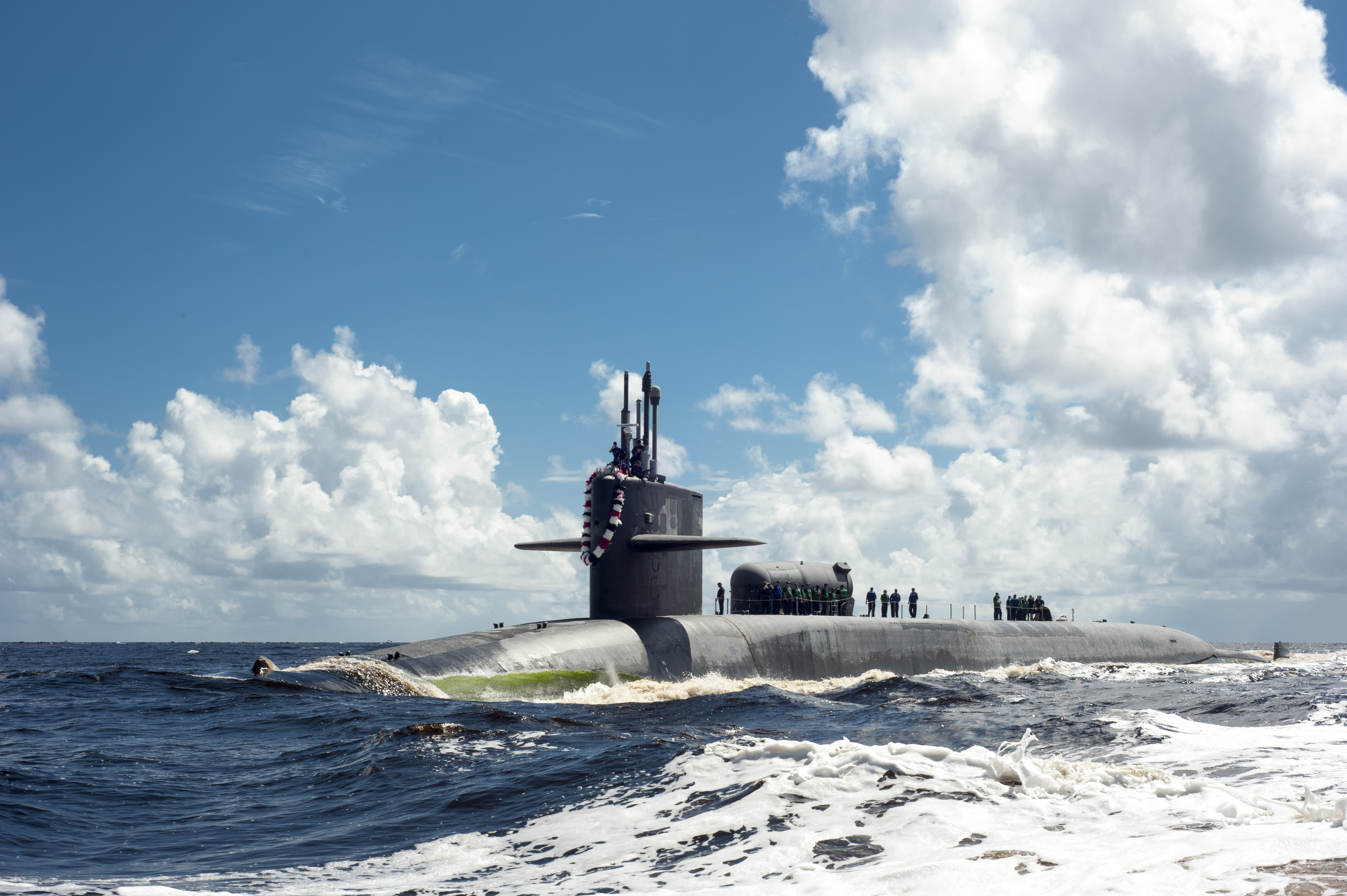
Okręt podwodny USS-Georgia (2012)

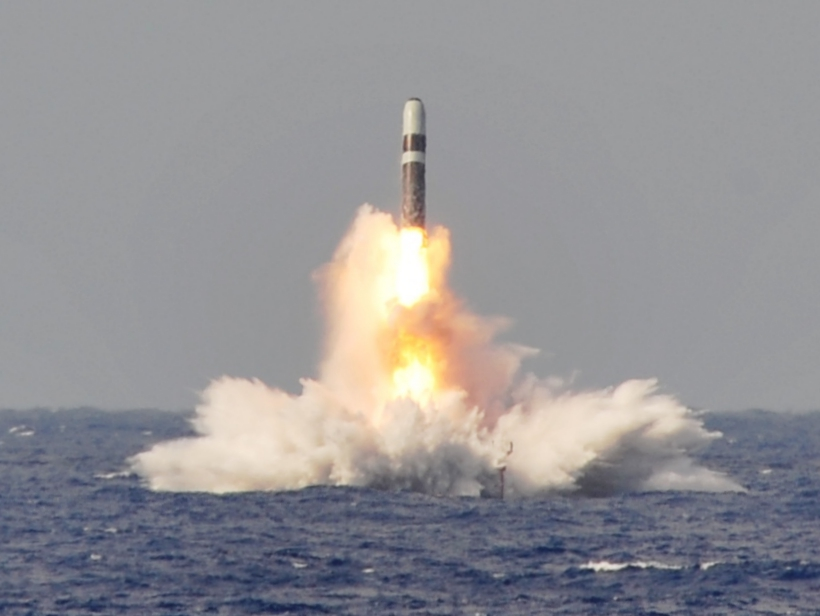
Wystrzelenie pocisku balistycznego UGM-133A Trident II z okrętu podwodnego USS West Virginia (2014)

W drugiej połowie lat 50.XX w. budowa atomowych okrętów podwodnych, nosicieli strategicznych pocisków balistycznych SSBN, otrzymała najwyższy narodowy priorytet. Do lipca 1960 w budowie było pięć okrętów typu George Washington bazujących na konstrukcji typu Skipjack, pięć ulepszonych okrętów typu Ethan Allen bazujących na kadłubie okrętów typu George Washington oraz cztery nowe jednostki typu Lafayette. 30 grudnia 1959 wszedł do linii pierwszy amerykański okręt podwodny o napędzie atomowym, przenoszący pociski klasy SLBM. W sumie, w latach 1959–1961 weszło do służby pięć okrętów. Były to: USS George Washington, USS Patrick Henry, USS Theodore Roosevelt, USS Robert E. Lee i USS Abraham Lincoln. Okręty te wchodziły w skład 14 Eskadry Okrętów Podwodnych SUBRON-14, która stacjonowała w bazie morskiej Holy Loch w Szkocji. Część okrętów przebywała okresowo w wysuniętej bazie okrętów atomowych NAVSTA Rota w Zatoce Kadyksu w Hiszpanii.
20 czerwca 1960 okręt USS George Washington dokonał pierwszego podwodnego odpalenia pocisku balistycznego, a 5 miesięcy później wyszedł w swój pierwszy operacyjny patrol bojowy po Oceanie Atlantyckim z 16 pociskami Polaris A-1 uzbrojonymi w głowice termojądrowe. Od tego momentu rozpoczęły się regularne patrole amerykańskich okrętów SSBN. Każdy okręt miał dwie pełne załogi. Gdy pierwsza załoga wychodziła na sześćdziesięciodniowy patrol, druga odpoczywała, przeprowadzała treningi i przygotowywała się do rejsu bojowego. Po patrolu okręt przybywał do portu, gdzie przeprowadzano drobne naprawy i uzupełniano zapasy. Następnie okręt wychodził na kolejny sześćdziesięciodniowy patrol z drugą załogą. W ten sposób, dwie trzecie wszystkich okrętów było w każdym momencie na morzu.
Kolejnymi okrętami podwodnymi o napędzie atomowym, wyposażonymi w pociski balistyczne SLBM, były okręty typu Ethan Allen. Były to: USS Ethan Allen, USS Sam Houston, USS Thomas A. Edison, USS John Marshall i USS Thomas Jefferson. W sumie, w latach 1961–1963 zbudowano pięć okrętów tego typu, które należały do grupy okrętów „41 for Freedom”. W czasie służby, w uzbrojeniu okrętów znajdowały się pociski balistyczne Polaris A-2 i Polaris A-3. Jednostki typu Ethan Allen początkowo przydzielone zostały do 14 Eskadry Okrętów Podwodnych w bazie Holy Loch. W późniejszym czasie zostały przebazowane do 16 Eskadry Okrętów Podwodnych do hiszpańskiej bazy w Rota, a następnie stacjonowały między innymi w Guam, San Diego i Vallejo i Pearl Harbor. Na początku lat 80. XX w. okręty zostały przeklasyfikowane na okręty myśliwskie, a wyrzutnie pocisków balistycznych uległy dezaktywacji. Ostatecznie w 1985 okręty wycofano ze służby.
W latach 1963–1964 do służby weszły atomowe okręty podwodne typu Lafayette. Były to: USS Lafayette, USS Alexander Hamilton, USS Andrew Jackson, USS John Adams, USS James Monroe, USS Nathan Hale, USS Woodrow Wilson, USS Henry Clay i USS Daniel Webster. Cztery jednostki typu Lafayette stacjonowały od 1964 w bazie Rota w 16 Eskadrze Okrętów Podwodnych, część w Holy Loch w Szkocji. Inne stacjonowały w Pearl Harbor, na wyspie Guam z bazą Arpa Harbor lub w portach na wschodnim i zachodnim wybrzeżu Stanów Zjednoczonych. Na bazie okrętów Lafayette w latach 1962–1964 zbudowano 10 okrętów podwodnych typu James Madison. Główną zmianą wprowadzoną na okrętach było uzbrojenie ich w pociski UGM-27C Polaris A-3. W późniejszym okresie okręty zostały przezbrojone w rakiety Posejdon C-3 i Trident I C-4. Były to: USS James Madison, USS Tecumseh, USS Daniel Boone, USS John C. Calhoun, USS Ulysses S. Grant, USS Von Stueben, USS Casimir Pułaski, USS Stonewall Jackson, USS Sam Raybum i USS Nathanael Greene. Na mocy układu SALT II, okręty typu Lafayette do roku 1994 zostały wycofane ze służby.
Rozwinięciem okrętów typu Lafayette były okręty typu Benjamin Franklin. Wchodziły one do służby w latach 1965–1967. Były to: USS Benjamin Franklin, USS Simon Bolivar, USS Kamehameha, USS George Bancroft, USS Lewis and Clark, USS James K. Polk, USS George C. Marshall, USS Henry L. Stimson, USS George Washington Carver, USS Francis Scott Key, USS Mariano G. Vallejo i USS Will Rogers. Jednostki te rozmieszczone były w bazach morskich w Stanach Zjednoczonych i Europie. Zostały wycofane z linii do 1995 po 30-letnim okresie służby.
W latach 1976–1997 rozpoczęto zastępowanie starszych typów okrętów jednostkami nowej generacji. Były to okręty typu Ohio – największe okręty podwodne z napędem jądrowym, jakie kiedykolwiek wybudowano w Stanach Zjednoczonych. Są to: USS Ohio, USS Michigan, USS Florida, USS Georgia, USS Henry M. Jackson, USS Alabama, USS Alaska, USS Nevada, USS Tennessee, USS Pennsylvania, USS West Virginia, USS Kentucky, USS Maryland, USS Nebraska, USS Rhode Island, USS Maine, USS Wyoming i USS Louisiana. Okręty te zastąpiły wszystkie 41 okrętów systemu rakietowego Polaris-Posejdon w amerykańskim systemie strategicznego odstraszania. W sumie okręty typu Ohio mogły przenosić 432 rakiety SLBM uzbrojone w 2592 lub 3452 głowice. W 2003 cztery okręty tego typu zostały przezbrojone na SSGN nosiciele 154 pocisków manewrujących typu Tomahawk UGM-109C/D TLAM-C/D z konwencjonalnymi głowicami. Po raz pierwszy rakiety zostały wystrzelone z okrętu USS Florida przeciwko obiektom libijskim podczas operacji „Odyssey Dawn” 19 marca 2011. Okręty podwodne typu Ohio pełnią służbę we Flocie Pacyfiku z bazy morskiej Bangor w stanie Washington oraz Flocie Atlantyku z bazy morskiej Kings Bay w stanie Georgia. Cztery okręty utrzymywane są w porcie w gotowości do natychmiastowego użycia. Aktualnie (2021) 14 okrętów typu Ohio pozostaje w służbie w ramach amerykańskiego systemu strategicznego odstraszania nuklearnego. Dwa z nich przechodzą cyklicznie przegląd stoczniowy, a w gotowości operacyjnej pozostaje 12 jednostek .
| Atomowe okręty podwodne z rakietami balistycznymi SLBM. | Atomowe okręty podwodne z rakietami balistycznymi SLBM. | Atomowe okręty podwodne z rakietami balistycznymi SLBM. | Atomowe okręty podwodne z rakietami balistycznymi SLBM. | Atomowe okręty podwodne z rakietami balistycznymi SLBM. |
| Projekt okrętu                                          | Okres służby                                            | Liczba okrętów                                          | Łącznie wyrzutni                                        | Typ rakiet                                              |
| ------------------------------------------------------- | ------------------------------------------------------- | ------------------------------------------------------- | ------------------------------------------------------- | ------------------------------------------------------- |
| George Washington                                       | 1959–1985                                               | 5                                                       | 80                                                      | Polaris A-1; Polaris A-3                                |
| Ethan Allen                                             | 1961–1985                                               | 5                                                       | 80                                                      | Polaris A-1; Polaris A-3                                |
| Lafayette                                               | 1963–1994                                               | 9                                                       | 144                                                     | Polaris A-1 Polaris A-3; Posejdon C-3                   |
| James Madison                                           | 1964–1995                                               | 10                                                      | 160                                                     | Polaris A-3; Posejdon C-3; Trident I C-4                |
| Benjamin Franklin                                       | 1965–1995                                               | 12                                                      | 184                                                     | Polaris A-3; Posejdon C-3; Trident I C-4                |
| Ohio                                                    | 1979–w służbie                                          | 18                                                      | 432                                                     | Trident I C-4; Trident II D-5                           |